# Mariano I di Torres
Mariano I, nato Mariano Lacon-Gunale de Thori (... – dopo il 1082), fu giudice (re) del Regno di Torres dal 1073 al 1082.
Mariano I, Giudice di Torres, primo di questo nome, nacque prima del 1065. Sposò la moglie Susanna de Thori con quale ebbe un figlio: Costantino, futuro Giudice di Torres.

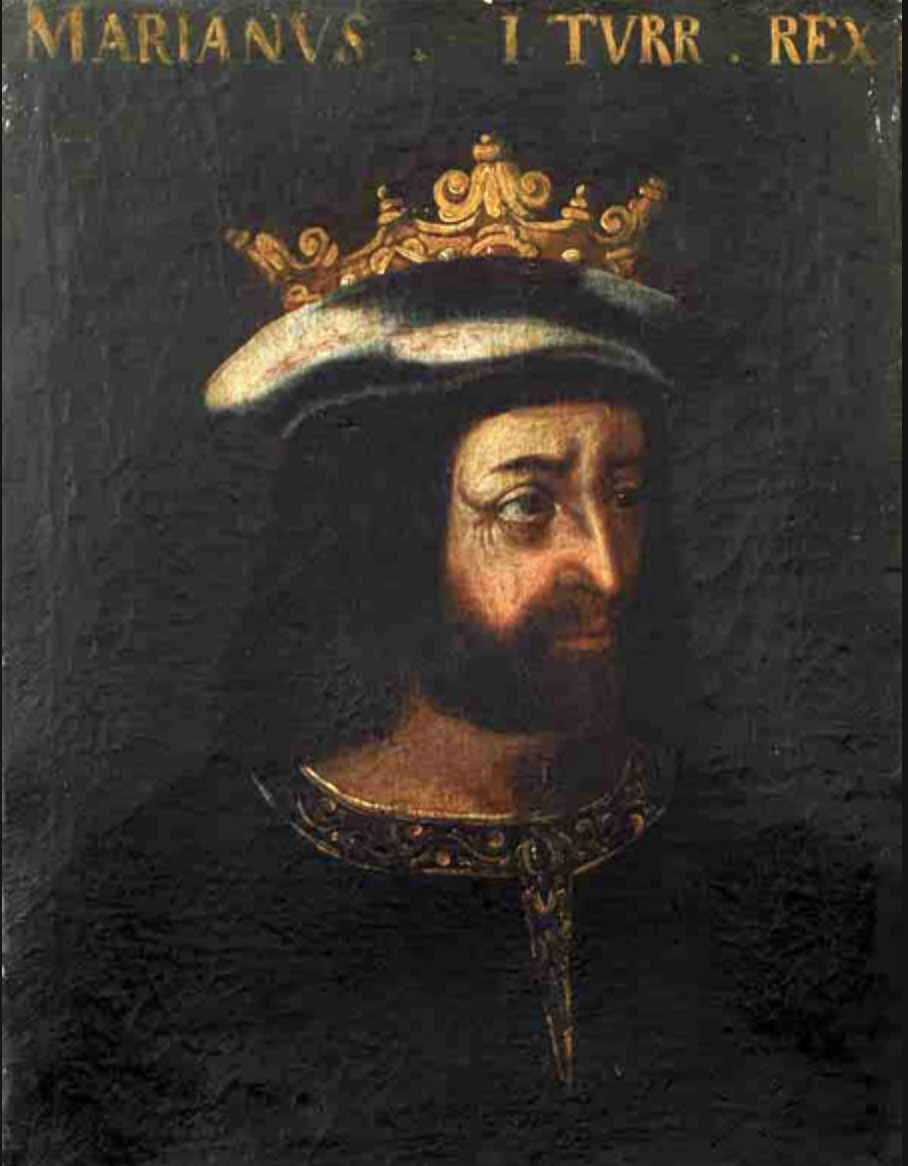

Secondo l'anonimo Libellus judicum turritanorum, passò una gioventù dedita al troppo vino sino quasi a perdere la vita e dunque la possibilità di regnare. Sua madre però ne prese a cuore le sorti e lo spinse al ravvedimento. Il sovrano divenne in breve tempo grande estimatore di tutte le acque curative presenti nel suo regno. Viene descritto come di enorme costituzione tanta era l'acqua che beveva (solo un carro poteva trasportarlo) anche se tale condizione è verosimilmente da considerarsi idropisia seguita agli abusi giovanili. Fu un sovrano avveduto che riuscì a stabilire buoni rapporti politici con la Repubblica di Pisa, alla quale seguirono fruttuosi scambi commerciali, donazioni terriere e di chiese ed esenzioni dai tributi. Allo stesso modo riuscì a tenere ottimi rapporti anche con il papa, così da vedere approvate le sue opere di beneficenza religiosa verso la Cattedrale di Pisa e nel suo stesso regno.